# 藤馬かおり
藤馬 かおり（とうま かおり、1971年7月30日 - ）は、日本の漫画家。「鏡の国のルマ」が第30回りぼん新人漫画賞で準入選し、『りぼんオリジナル』（集英社）1992年夏の号に掲載されデビュー。『東京S黄尾探偵団』シリーズなど、コバルト文庫（同）でイラストも担当。

## 来歴

### デビュー
「鏡の国のルマ」が第30回りぼん新人漫画賞で準入選となり、『りぼんオリジナル』（集英社）1992年夏の号に掲載されデビューを果たす。デビュー時に藤馬は自身を「少女漫画が苦手な変な少女漫画家（？）」であると話している。就職活動と同時に「総四郎まいる！」の1話目を執筆し、卒論と同時に同作の2話目を執筆、3話目では就職したてのころで体調を崩すといった様子で制作を行う。

### 連載開始
愛犬を亡くし、落胆しているところで連載の話を受け、1994年、『りぼん』10月号より『悪魔が私にささやいた』の連載を開始。同作が初の連載作品となる。同作では会社に通いつつ、アシスタントなしで制作を行っていた。この連載では身の回りに何も起こらないと安堵していたところで、当時神戸市在住であった藤馬は阪神・淡路大震災を被災。『りぼん』本誌には「気合い120％」とコメントしたものの、地震の影響により不調となり、絵の描き方もわからず、何を描いているのか感覚がない中で『内気なPOLICE』を制作。同作の単行本では、本誌掲載時から大幅に修正されている。その時にそれまで親しいわけではなかった長谷川潤が手紙をくれたことと、ファンレターに励まされたと藤馬は話している。

## 人物
ペンネームは名称を考案する際に、横を馬が走っていたことに由来する。もし犬が走っていたら、「藤犬」になっていた可能性もあったと藤馬は話している。
鳥山明のファンを公言している。好きな有名人にKANを挙げている。
藤馬によると、普段は「ほとんど漫画を描かないし読まない」という。絵はほとんどGペンで描いている。

## 作品リスト

### 漫画
- 〈種〉連載か読切かで2種に大別。
- 〈収〉総：『総四郎まいる！』、悪：『悪魔が私にささやいた』、内：『内気なPOLICE』、未：単行本未収録。

|  | 連載作品 |  | 読切作品 |

|    | 作品名                 | 種   | 発行   | 掲載 | 収 | 備考                                                       |
| -- | ---------------------- | ---- | ------ | --- | -- | ---------------------------------------------------------- |
| 1  | 鏡の国のルマ           | 読切 | 集英社 | りぼんオリジナル 1992年夏の号                                                                             | 総 | 『りぼん新人まんが家デビュー作集3 鏡の国のルマ』にも収録。 |
| 2  | 月夜の晩は気をつけて   | 読切 | 集英社 | りぼんオリジナル 1992年冬の号                                                                             | 総 |                                                            |
| 3  | 琴姫さま、万歳！       | 読切 | 集英社 | りぼん 1993年5月号                                                                                        | 悪 |                                                            |
| 4  | 総四郎まいる！         | 読切 | 集英社 | りぼんオリジナル 1993年8月号 りぼんオリジナル 1993年12月号 りぼんオリジナル 1994年6月号                   | 総 | 藤馬が続編を執筆していただけで、連載作品ではない。         |
| 5  | ドクター★KIDS          | 読切 | 集英社 | りぼん 1994年5月号                                                                                        | 悪 |                                                            |
| 6  | 悪魔が私にささやいた   | 連載 | 集英社 | りぼん 1994年10月号 - 1994年12月号                                                                        | 悪 | 初連載作品。                                               |
| 7  | 桜色迷宮               | 読切 | 集英社 | りぼんオリジナル 1995年4月号                                                                              | 内 |                                                            |
| 8  | 内気なPOLICE           | 連載 | 集英社 | りぼん 1995年6月号 - 1995年11月号 りぼん 1995年夏休みおたのしみ増刊号 りぼん 1996年初夏のびっくり大増刊号 | 内 |                                                            |
| 9  | ふりむけば桜           | 読切 | 白泉社 | LaLaDX 1997年7月10日号                                                                                    | 未 |                                                            |
| 10 | 闇の中のエリヤ         | 連載 | 創美社 | COMIC Crimson 1998年No.1（創刊号） - 1999年                                                               | —  |                                                            |
| 11 | 紅異草紙ー幕末京都異聞 | 連載 | 創美社 | COMIC Crimson - 2003年（最終号）                                                                          | —  |                                                            |
| 12 | 桜田門外怪奇団         | 読切 | 小学館 | 少年サンデー特別増刊RSPRING 2002年4月15日号                                                               | 未 |                                                            |
| 13 | 鬼がわらえば           | 読切 | 小学館 | 少年サンデー超増刊 2002年6月25日号                                                                        | 未 |                                                            |

### 挿絵
- 『東京S黄尾探偵団』シリーズ（著：響野夏菜、集英社〈コバルト文庫〉）
- 『ミューズに抱かれて』シリーズ（著：中井由希恵、集英社〈コバルト文庫〉）
- 『恐るべき子供たち』シリーズ（著：橘香いくの、集英社〈コバルト文庫〉）

### 書籍
- 凡例
  - 〈レーベル〉RMC：りぼんマスコットコミックス、CC：クリムゾンコミックス

|   | 書名                   | 出版社 | レーベル | 発行年          | 判型 | 巻数 | 注記                               |
| - | ---------------------- | ------ | -------- | --------------- | ---- | ---- | ---------------------------------- |
| 1 | 総四郎まいる！         | 集英社 | RMC      | 1994年          | 新書 | 1    | [ 19 ]                             |
| 2 | 悪魔が私にささやいた   | 集英社 | RMC      | 1995年          | 新書 | 1    | [ 20 ]                             |
| 3 | 内気なPOLICE           | 集英社 | RMC      | 1996年          | 新書 | 2    | [ 21 ] [ 22 ]                      |
| 4 | 闇の中のエリヤ         | 創美社 | CC       | 1999年          | B6   | 2    | [ 23 ] [ 24 ]                      |
| 5 | 紅異草紙ー幕末京都異聞 | 創美社 | CC       | 2000年 - 2004年 | B6   | 5    | [ 25 ] [ 26 ] [ 27 ] [ 28 ] [ 29 ] |

### その他
- 『りぼん新人まんが家デビュー作集3 鏡の国のルマ』集英社〈りぼんマスコットコミックス〉、1993年 - 表紙を担当[30]。